# Azura (stolica tytularna)
Azura (łac. Diocesis Azurensis) – stolica historycznej diecezji w Cesarstwie rzymskim w prowincji Numidia zlikwidowana w VII w. podczas ekspansji islamskiej, współcześnie w północnej Algierii. Obecnie katolickie biskupstwo tytularne.

## Biskupi tytularni
| Lp. | Biskup                  | Funkcja                                   | Od                | Do                |
| --- | ----------------------- | ----------------------------------------- | ----------------- | ----------------- |
| 1   | Alfonso Maria Ungarelli | biskup-prałat Pinheiro (Brazylia)         | 13 listopada 1948 | 23 maja 1988      |
| 2   | Edward Dajczak          | biskup pomocniczy zielonogórsko-gorzowski | 15 grudnia 1989   | 23 czerwca 2007   |
| 3   | António Couto           | biskup pomocniczy Bragi (Portugalia)      | 6 lipca 2007      | 19 listopada 2011 |
| 4   | Gaétan Proulx           | biskup pomocniczy Quebec (Kanada)         | 12 grudnia 2011   | 2 lipca 2016      |
| 5   | Jorge Rodríguez-Novelo  | biskup pomocniczy Denver (USA)            | 25 sierpnia 2016  |                   |